# North Port
North Port è un comune (city) degli Stati Uniti d'America, nella Contea di Sarasota, nello Stato della Florida.
Nacque come North Port Charlotte in quanto sobborgo settentrionale di Port Charlotte. Con un referendum, nel 1974, la popolazione scelse di identificarsi semplicemente con il nome di North Port.
Nel suo territorio comunale si trova il sito archeologico di Little Salt Spring.